# Георги Кьосев (футболист)
 Тази статия е за футболиста.  За революционера вижте Георги Кьосев (революционер).  
Георги Кьосев (роден на 22 май 1974 г.) е български футболист, нападател.

## Биография
Роден е на 22 май 1974 г. в Пазарджик. Висок е 180 см и тежи 74 кг. Играл е за Хебър, Миньор (Перник), ЦСКА, Марек, Видима-Раковски, Йоребру СК (Швеция) и Ханя (о-в Крит, Гърция). За ЦСКА е изиграл 2 мача в турнира за купата на УЕФА. Вицешампион на България през 2000 г. с ЦСКА.

## Статистика по сезони
- Хебър – 1994/95 - Б група, 8 мача/1 гол
- Хебър – 1995/96 - Б група, 28/11
- Хебър – 1996/97 - Б група, 33/12
- Миньор – 1997/98 - A група, 24/4
- Миньор – 1998/99 - A група, 22/3
- ЦСКА – 1999/00 - A група, 12/0
- Марек – 2000/01 - A група, 26/4
- Марек – 2001/ес. - A група, 8/1
- Ханя – 2002/пр. - B'Етники Категория, 15/3
- Ханя – 2002/03 - B'Етники Категория, 21/4
- Видима-Раковски – 2003/04 - A група, 23/2
- Видима-Раковски – 2004/05 - A група, 23/0
- Йоребро – 2005 – Шведска Втора Лига, 14/5
- Миньор (Перник) – 2006 Б група, 13/2 20/20